# John Burnet (artiste)
John Burnet (20 mars 1784 - 29 avril 1868) est un graveur et peintre écossais.

## Biographie
Fils du Surveyor-General of Excise d’Écosse, Burnet est né soit à Musselburgh, près d'Édimbourg en 1781, soit à Fisherrow (en) en 1784. Il est apprenti chez le graveur Robert Scott (en) et plus tard formé à la Trustees Academy.
En 1806, il quitte Édimbourg pour Londres, où il devient un peintre reconnu de portraits, de paysages et de scènes de genre rurales.
Entre 1808 et 1862, il expose régulièrement à la Royal Academy, à la British Institution et avec la Society of British Artists et obtient finalement une bourse de la Royal Society.
En tant que graveur, il fournit des illustrations pour les éditions des poèmes de Robert Burns et des romans Waverley de Walter Scott.
Il grave des copies de peintures de plusieurs portraits et artistes notables.
Il a également écrit des manuels et des livres sur le dessin, la peinture et les artistes, se retirant de la vie publique en 1860. Il est mort à Londres.